# シータック (ワシントン州)
シータック（SeaTac）発音: [ˈsiːtæk]) は、アメリカ合衆国ワシントン州キング郡の都市である。人口は3万1454人（2020年）。シアトル・タコマ国際空港が市内に立地する。シータック（SeaTac）という地名は、シアトル（Seattle）とタコマ（Tacoma）の組み合わせである。

## 地理
アメリカ合衆国統計局によると、総面積26.2 km2 (10.1 mi2) である。このうち25.8 km2 (10.0 mi2) が陸地であり、0.4 km2 (0.2 mi2) (1.68%) が水地である。
- 湖沼: アングル湖（英語版）

## 住民
2000年国勢調査では、人口25,496人、9,708世帯、5,960家族が暮らしている。人口密度は1,563.3/km2 (4,049.6/mi2) である。394.5/km2 (1,021.3/mi2) の平均的な密度に10,176軒の住宅が建っている。この都市の人種的な構成は白人62.86%、アフリカン・アメリカン9.15%、ネイティブ・アメリカン1.50%、アジア11.07%、太平洋諸島系2.66%、その他の人種6.41%、混血6.35%である。この人口の12.95%はヒスパニックまたはラテン系である。
全世帯のうち、18歳未満の子供と同居している世帯が30.7%、夫婦のみの世帯が42.8%、未婚女性の世帯が12.4%であり、38.6%は家族を持たない。個人名義の世帯主が30.2%、そのうち65歳以上が6.8%である。世帯ごとの平均人数は2.53人、家族ごとの平均人数は3.17人である。
18歳未満の未成年が24.4%、18歳以上24歳以下が10.2%、25歳以上44歳以下が34.5%、45歳以上64歳以下が21.2%、65歳以上が9.7%、平均年齢は34歳である。女性100人に対して男性は110.7人である。18歳以上の女性100人に対して男性は111.8人である。
この都市の世帯ごとの平均的な収入は41,202 USドルであり、家族ごとの平均的な収入は47,630 USドルである。男性は34,396 USドルに対して女性は28,984 USドルの平均的な収入がある。この都市の一人当たりの収入 (per capita income) は19,717 USドルである。人口の9.8%及び家族の11.5%の収入は貧困線以下である。全人口のうち18歳未満の15.5%及び65歳以上の8.1%は貧困線以下の生活を送っている。

## 行政
シータックは1990年2月28日に市として成立した。
1997年から連邦刑務所局（en）によって連邦拘置所が運用されている。

## 経済
アラスカ航空とそのグループ会社ホライゾン航空がシアトル・タコマ国際空港をハブ空港にしており、それぞれシータックに本社を構えている。

## 交通
- 鉄道: リンク・ライトレール（en）1号線
シータック空港駅（en） - アングル・レイク駅（en）
- バス: キング郡メトロ（en）が域内でいくつかの路線を運行しており、サウンド・トランジット・エクスプレス（en）が広域交通を担う。
- 高速道路: 州間高速道路5号線がシータックの東部を通過する。区域内には151番と152番の2つの出口が存在する。
- 空路: シアトル・タコマ国際空港

## 名所・イベント
- ハイライン植物園 (Highline Botanical Garden) ・セイケ日本庭園[5]
- ロバート・モリスによるランド・アート（en:Robert Morris Earthwork）
- 2005年、シータックで北米SF大会が開催された。（en:Cascadia Con）

## 関係者
- タリー・ホール（Tally Hall） - 元サッカー選手。